# Fargues (Gironde)
Fargues  egy francia település Gironde megyében az Aquitania régióban. Lakosainak száma 1634 fő (2022. január 1.).

## Földrajz
A településen találhatók a Sauternes szőlőültetvények

## Adminisztráció
Polgármesterek:
- 1995-2020 Peter Augey (PCF)

## Demográfia
| Lakosok száma | 652  | 1078 | 1185 | 1526 | 1528 | 1592 | 1652 | 1651 | 1647 | 1634 |
|               | 1968 | 1982 | 1990 | 2006 | 2013 | 2015 | 2017 | 2019 | 2020 | 2022 |

## Látnivalók
- Rieussec kastély
- Romer kastély
- Romer du Hayot kastély
- Hippodrom